# Gront a puvod plesání hanáckýho
Gront a puvod plesání hanáckýho je jednoaktová česká zpěvohra v hanáckém nářečí – jedna z tzv. hanáckých oper, nebo spíše gratulační scénická kantáta.
V létě roku 1751 slavil premonstrátský klášter v Hradisku u Olomouce 600. výročí svého trvání, respektive příchodu premonstrátů na Hradisko (předtím zde byl klášter benediktinský). Jako součást slavností – vedle například latinské opery Filia Sion jezuity Josefa Antonína Gureckého – byla provedena hanácká opera zvlášť objednaná od cisterciáckého mnicha Ignáce Plumlovského (řádovým jménem Alanus), který si podle záznamů kláštera již získal pověst „hudebníka zkušeného zejména ve skládání oper v hanáckém stylu“.
Klášterní záznamy obsahují některé podrobnosti o jejím uvedení – páter Alanus přijel dohlížet na zkoušky více než měsíc předem, konaly se nejprve zkoušky bez kostýmů a pak kostýmové, jsou dokumentována dvě představení – premiéra 27. srpna 1751, v předvečer oficiálního zahájení jubilejních slavností, a repríza 2. září v klášterní zahradě, k jejímuž provedení „se sešli všichni dnešní hosté a z města šlechta obojího pohlaví“.
Hudba opery se nedochovala. Její text se nacházel v pozůstalosti Aloise Vojtěcha Šembery a popisuje jej ještě Tomislav Volek (1968), v současnosti je však nezvěstný. Opera neměla konkrétní děj, je spíše sérií vyprávění šesti charakteristických venkovských postav, které přicházejí blahopřát klášteru k jubileu, současně však popisují své vlastní starosti. Mezi postavami se vyskytovala postava vesnického rektora – podobně jako v Landeborkovi – a dvojice dívek jménem Kedrota Stiskalova a Manča Macakova, které byly zřejmým předobrazem hrdinek pozdější hanácké opery Maréna a Kedrota.